# ۲ شهریور
۲ شهریور/سنبله صد و پنجاه و هفتمین روز سال در گاه‌شماری خورشیدی است. به پایان سال ۲۰۸ روز (۲۰۹ روز در سال کبیسه) باقی‌است.

## رویدادها
- ۱۳۷۹ - آغاز تظاهرات ۱۳۷۹ خرم‌آباد

## زادروزها
- ۱۲۸۵ - سید علی حق‌شناس کمیاب، کشتی‌گیر
- ۱۳۲۹ - حسن سلطانی، بازیگر
- ۱۳۶۰ - فرشید طالبی، فوتبالیست
- ۱۳۶۲ - محمد صلصالی، فوتبالیست
- ۱۳۶۴ - حمید سوریان، کشتی‌گیر

## درگذشت‌ها
- ۱۳۵۷ - سید علی اندرزگو، از اعضای حزب مؤتلفه اسلامی
- ۱۳۹۱ - محمدصادق فرمان، نماینده حوزه انتخابیه کاشمر در دوره بیست و چهارم مجلس شورای ملی
- ۱۴۰۳ - هاشم سلیمی آشتیانی، نیکوکار